# 小行星10974
小行星10974（10974 Carolalbert）是一颗绕太阳运转的小行星，为主小行星带小行星。该小行星于1973年9月29日发现。

## 轨道参数
小行星10974的轨道半长轴为2.4587252 UA，离心率为0.134。